# 남자 이야기 (2001년 드라마)
《남자 이야기》는 2001년 3월 9일에 MBC에서 방영한 베스트극장이다.

## 줄거리
정호는 30대 후반에 나름대로 최선을 다해 살아왔고 남부럽지 않을 성공을 이루었다. 그는 건축설계 사무소의 소장이고, 아내와 두 명의 자녀를 두고 있다. 그리고 가구 디자이너인 희수를 사귀고 있다. 그런 그에게 말기 간암이라는 사형 선고가 떨어진다. 정호는 아내에게 사랑하는 여자가 있다며 이혼하자고 솔직히 이야기한다. 충격을 받은 아내를 뒤로 하고 그는 희수와 생애 마지막 여행을 떠난다.

## 등장 인물

### 주요 인물
- 김갑수 : 정호 역 - 건축설계사무소 소장
- 박순천 : 정호의 아내 역
- 이상숙 : 희수 역 - 가구 디자이너, 정호의 내연녀

### 그 외 인물
- 김영옥
- 서권순
- 최상훈 : 의사 역
- 김동주
- 정한헌
- 손동운
- 신승주
- 조현숙 : 의사의 아내 역
- 박은빈 : 정호의 딸 역
- 이민호 : 정호의 아들 역